# Косово: Можете ли замислити?
Косово: Можете ли замислити? (енгл. Kosovo: Can You Imagine?) је канадски документарни филм из 2009. године у режији Бориса Малагурског о Србима који живе на Косову и Метохији и о мањку људских права које имају данас.
Филм, који описује стање на Космету пошто су Уједињене нације преузеле администрацију над том покрајином (као резултат НАТО бомбардовања Југославије 1999. године), показује сасвим другачију слику о ситуацији у јужној српској покрајини од оне која се може видети у западним медијима. У филму се говори како је хиљаде Срба након косовског рата било етнички очишћено са Космета, киднаповано или убијено, а велики број њихових кућа, културних и верских споменика био је спаљен и уништен.
У филму се такође говори о томе како већина косовских Срба живи данас — расељени, углавном концентрисани у енклавама где неки живе унутар контејнерских кампова на Космету, у гетима. Документарни филм прати приче више Срба који су били жртве албанских екстремиста након НАТО бомбардовања 1999. године.

## О филму
Остварењу овог пројекта у великој мери помогао је канадски новинар Скот Тејлор као и принцеза Линда Карађорђевић, ирска дипломаткиња Мери Волш и бивши званичник УНМИК-а, Џон Хаторн. “Срби на Косову немају основна људска права. Бићете шокирани да сазнате са каквим страхотама се суочавају сваки дан”, рекао је режисер овог филма Борис Малагурски на премијери филма у оквиру "BC Days" документарног филмског фестивала у Ванкуверу, где је освојио награду “Најбољи филм”. Филм је такође добитник “Сребрне Палме” на Међународном филмском фестивалу у Мексику, а уврштен је и у званичну селекцију БриџФест 2009 Међународног филмском фестивала у Источном Сарајеву.

На жалост оних који су тамо, одговор на питање које наслов овог документарног филма поставља је одјекујуће ДА. С обзиром да сам исти терен прошао и да сам сведок истих догађаја последњих деценија, могу да потврдим тачност овог филма. Као млади режисер српског порекла, Борис Малагурски је преузео на себе велики ризик и показао огромну храброст да оствари овај пројекат. Заслужује сваку похвалу за труд.— Скот Тејлор, канадски новинар и војни експерт

"Косово: Можете ли замислити?" графички показује резултате „хуманитарне“ интервенције НАТО пакта на Косову. Гета усред Европе у 21. веку! Филм показује због чега морамо бити пажљиви када дајемо себи за право да „заштитимо друге“, и остале узречице које имају добру намеру, али учине више зла него доброг.— Џејмс Бајрон Бисет, бивши канадски дипломата и Амбасадор Канаде у Југославији

## Награде
- Најбољи Филм — BC Days Documentary Film Festival 2009, Ванкувер, Канада[7]
- Победник, Сребрна Палма — Mexico International Film Festival 2009, Розарито, Мексико[8]
- Званична Селекција — BridgeFest 2009, Источно Сарајево, Босна и Херцеговина[9]